# Ana Imep
Ana Imep este o companie producătoare de motoare electrice pentru electrocasnice și echipament auto din România.
Este una dintre cele mai importante companii ale grupului Ana Holding condus de George Copos, alături de Ana Hotels, Ana Pan și Ana Teleferic.
A fost înființată în anul 1967, sub numele de IMEP - Fabrica de motoare electrice Pitești - ca o fabrică specializată pentru producerea motoarelor electrice pentru electrocasnice și utilizare industrială.
În perioada comunistă fabrica furniza motoare electrice pentru Uzina Mecanică Cugir încă din 1968 pentru fabricarea mașinilor de spălat semiautomate  Albalux.
În anii 1980 fabrica a început să producă motoare cu 2 viteze pentru mașinile de spălat automate Automatic și Automatic Super fabricate la Cugir.
În 1996 ANA Group a achiziționat 51% din acțiunile IMEP.
Ponderea exportului realizat de ANA Imep este de aproximativ 97% din cifra de afaceri.
În iunie 2016 compania a fost preluată de către grupul japonez Nidec, producător de motoare electrice.
Număr de angajați:
- 2010: 540[5]
- 2009: 650[6]
- 2006: 1.300[7]

Cifra de afaceri:
- 2009: 28,4 milioane euro[1]
- 2006: 181,8 milioane lei[7]